# NGC 3136B
NGC 3136B је елиптична галаксија у сазвежђу Прамац која се налази на NGC листи објеката дубоког неба.
Деклинација објекта је - 67° 0' 18" а ректасцензија 10h 10m 13,2s. Привидна величина (магнитуда) објекта NGC 3136 износи 11,8 а фотографска магнитуда 12,8. NGC 3136B је још познат и под ознакама ESO 92-13, AM 1007-664, PGC 29597.